# André da Natividade
Frei André da Natividade foi um religioso carmelita brasileiro.
Era membro do Convento do Carmo de Olinda, onde fez os cursos de Filosofia e Teologia.
Em 1614, juntamente com frei Cosme da Anunciação, acompanhou a armada de Alexandre de Moura na reconquista e expulsão dos franceses no Maranhão.
Em 1615 fundaram o Convento do Carmo de São Luís. Frei André da Natividade é um dos fundadores do Convento do Carmo de Belém do Pará em 1625, onde foi o primeiro prior. Foi também vigário-provincial da Vice-província Carmelita do Maranhão em 1639.
Morreu no Convento do Carmo de Belém.